# American 3D Pool
American 3D Pool è un videogioco di biliardo pubblicato nel 1991 per Commodore 64 e nel 1992 per ZX Spectrum dalla Zeppelin Games. È caratterizzato da una prospettiva in vera tridimensionalità, sebbene da un'inquadratura fissa, e permette di giocare a una variante insolita del biliardo americano o a carambola.
Nel 1992 la Zeppelin pubblicò anche Championship 3D Snooker, tecnicamente molto simile ad American 3D Pool, dal quale differisce sostanzialmente solo nella disciplina giocabile (lo snooker).

## Modalità di gioco
La schermata di gioco mostra una visuale tridimensionale fissa da uno dei lati corti del tavolo. Solo in versione Commodore 64 si può spostare la visuale da un lato corto all'altro. Quando si vuole effettuare un tiro, la visuale diventa bidimensionale dall'alto per l'interfaccia di mira. Con un cursore si sceglie un punto sul tavolo verso dove si vuole che vada la palla bianca. A seguire si regola la potenza del tiro mediante una barra che aumenta rapidamente e dev'essere fermata al volo dal giocatore quando raggiunge la quantità desiderata. Con i quattro movimenti direzionali si può dare opzionalmente l'effetto al tiro. Terminate le selezioni viene mostrato il tiro, con visuale nuovamente in 3D. Si può visualizzare anche il replay dell'ultimo tiro fatto, a velocità normale o rallentata.
Come regole di gioco si può selezionare pool o billiards. Il primo è un tipo di gioco simile alla palla 8, ma con soltanto tre palle per ciascun colore oltre alla palla nera da imbucare per ultima. Il secondo è un tipo di carambola con buche, giocata con due palle battenti e la palla rossa, dove si ottengono punti in vari modi e l'obiettivo è raggiungere un certo punteggio.
Di entrambe le discipline si possono giocare partite singole in multigiocatore oppure in giocatore singolo contro il computer a diversi livelli di difficoltà.
Si può giocare anche a un solo giocatore senza alcun avversario; in questo caso si hanno a disposizione tre tentativi per cercare di fare un tiro fruttuoso (palla in buca o punti, a seconda della disciplina), in caso contrario si perde una "vita".
Si può giocare un torneo a eliminazione diretta con 8 partecipanti, tra umani e computer, e nella versione Commodore 64 anche un campionato.
Infine è disponibile la modalità trick shot, ossia una serie di 9 posizioni predefinite delle palle da cui effettuare un particolare tiro difficile. Un editor permette di creare altre nuove posizioni liberamente.

## Accoglienza
American 3D Pool, in entrambe le sue versioni, fu accolto piuttosto bene dalla critica europea dei suoi tempi, con giudizi complessivi generalmente tra il 75% e il 90%. Venne venduto in edizione economica, cosa che spesso influiva positivamente sul giudizio per via dell'ottimo rapporto qualità/prezzo.
La versione ZX Spectrum soffre notevolmente di difetti tecnici nella grafica multicolore (il cosiddetto colour clash), ma non venne ritenuto un problema grave per la giocabilità.
Nell'autunno 1991 American 3D Pool era al terzo posto nelle classifiche britanniche di vendite di giochi per Commodore 64.